# Novi Oleșkî, Hornostaiivka
Novi Oleșkî (în ucraineană Нові Олешки) este un sat în comuna Kozaci Laheri din raionul Hornostaiivka, regiunea Herson, Ucraina.

## Demografie
Componența lingvistică a localității Novi Oleșkî
     Ucraineană (99,44%)
     Alte limbi (0,56%)
Conform recensământului din 2001, majoritatea populației localității Novi Oleșkî era vorbitoare de ucraineană (99,44%), existând în minoritate și vorbitori de alte limbi.